# Calle de Ramón Ortiz de Zárate
La calle de Ramón Ortiz de Zárate, que también fue conocida como avenida de las Desamparadas, es una vía pública de la ciudad española de Vitoria.

## Descripción

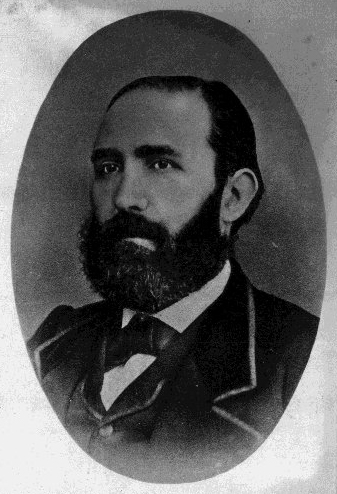
Ramón Ortiz de Zárate, político que da nombre a la calle

La calle discurre desde la de la Florida hasta la plaza de Nuestra Señora de los Desamparados, donde confluye con la de la Paz y la de Rioja. Tiene cruce con la de los Fueros. Fue parte de la Ronda del Mediodía, pero se separó en 1880 y adoptó el nombre de «avenida de las Desamparadas», que diez años después se cambiaría por el de «calle de Don Ramón Ortiz de Zárate», para perder a finales de la década de 1920 el tratamiento de respeto. Honra con este título a Ramón Ortiz de Zárate y Martínez de Galarreta (1817-1883), jurista y político alavés, diputado general de la provincia entre 1861 y 1864.
Aparece descrita en la Guía de Vitoria (1901) de José Colá y Goiti con las siguientes palabras:

Calle de Don Ramón Ortíz de Zárate.—En 1881 se le dió el nombre de «Avenida de las Desamparadas» el cual fué reemplazado por el que hoy lleva en 29 de enero de 1890. Hacia el año 1855 se llamaba Ronda del mediodía, 1.ª Sección. Principia en la calle de la Florida y concluye en la plazuela de las Desamaparadas.
(Colá y Goiti, 1901, pp. 33-34)

Además de edificios residenciales, la calle ha albergado a lo largo de los años parte importante de la vida social, política y cultural de la capital alavesa, siendo sede de instituciones como el Sindicato Católico Agrícola, la Sociedad Sindical de Ultramarinos, la Confederación Nacional del Trabajo, el Deportivo Alavés y el Banco Popular Español, entre otras. Tradicionalmente, la calle celebraba sus fiestas en honor a la Virgen del Perpetuo Socorro.